# Game Designers' Workshop
Game Designers' Workshop (spesso citata come GDW) è stata una casa editrice statunitense che ha pubblicato molti popolari wargame e giochi di ruolo come Traveller e Drang Nach Osten!. Fondata il 22 giugno 1973 da Frank Chadwick, Rich Banner, Marc Miller e Loren K. Wiseman, la società ha cessato le sue attività il 29 febbraio 1996. Molti dei suoi giochi sono stati pubblicati in seguito da altri editori.

## Storia
La società fu fondata dai membri del programma universitario SIMRAD dell'Illinois State University, che sviluppò tra il 1972 e il 1973 diversi software di simulazione per uso educativo. Quando l'università decise di chiudere il programma il nucleo originario di fondatori decise di fondare una propria società, fondando la GDW, con sede inizialmente nell'appartamento di Miller e Chadwick a Normal, Illinois. Il capitale iniziale della società fu di 2 500 $, ognuno dei soci investì inizialmente 500 $ più un prestito di altri 500 $.
Originariamente gli sforzi della casa editrice furono dedicati alla produzione di una trilogia di wargame sul fronte orientale della seconda guerra mondiale di cui il primo fu Drang Nach Osten! (Frank Chadwick e Rich Banner, 1973), seguito da Unentschieden (1973), ma prima della pubblicazione del terzo gioco della trilogia il progetto si espanse diventando la serie Europa che avrebbe dovuto coprire tutto il fronte europeo della seconda guerra mondiale. Questi erano "monster wargame" con grandi mappe, regolamenti complessi e centinaia di pedine in cartoncino, che ebbero un buon successo di vendita tra gli appassionati. Oltre ai wargame della serie Europa la GDW pubblicò anche altri wargame, sia storici, sia di fantascienza, come Triplanetary (Marc Miller e John Harshman, 1975). Nel 1975 la sede fu trasferita in un ufficio reale, sempre a Normal.
I fondatori della GDW avevano già esperienza nei giochi di interpretazione, Marc Miller come parte del corso di scienze politiche all'Università dell'Illinois avevano avuto tra i compiti assegnati dall'insegnante quello di assumere il ruolo di una candidato alle elezioni e in generale durante il periodo del SIMRAD aveva il gruppo aveva scritto dei giochi di ruolo educativi. Tutto il gruppo fu subito entusiasta di Dungeons & Dragons (Gygax e Arneson, 1974) e già nel 1975 pubblicava un proprio gioco di ruolo, En Garde! (Chadwick, 1975).
En Garde! è un ibrido di gioco di ruolo e wargame, i giocatori generano i personaggi (dei duellanti del XVII secolo) e in maniera simile a Diplomacy programmano segretamente le loro attività (duellare, andare per taverne, partecipare ad un assedio, ecc...) rivelandole contemporaneamente. Le situazioni sono quindi risolte senza l'uso di un master, ma mediante tiri di dadi incrociando i risultati su una serie di tabelle fornite nel gioco. Come in Diplomacy è possibile accordarsi con gli altri giocatori, ma questi accordi non sono vincolanti, comunque a differenza di questo lo scopo finale non è la vittoria sugli altri giocatori ma l'elevazione sociale, il guadagno e il miglioramento dei propri personaggi.
Nel 1977 la GDW pubblicò il suo gioco di ruolo più conosciuto, Traveller di Marc Miller, con l'aiuto degli altri membri della GDW. Nonostante non fosse il primo gioco di ruolo di fantascienza essendo stato preceduto perlomeno da Starfaring (St. Andre, 1976), fu quello di maggior successo fino alla pubblicazione di Guerre stellari - Il gioco di ruolo (The Star Wars Roleplaying Game, Costikyan, 1987). Oltre a essere uno dei primi giochi di ruolo, introdusse le abilità (i personaggi sono definiti da carriere, simili a classi, ma queste danno accesso a una serie di abilità) e sono generati mediante una serie di tabelle che simulano la loro carriera (nell'esercito, accademica, nella marina, ecc...) precedente alle avventure, generando nel processo un background per il personaggio e con anche la possibilità che questo morisse durante la creazione. I personaggi non ottengono esperienza in un'avventura, poiché Miller assumeva che fosse poco realistico migliorare così tanto nei tempi ristretti di un'avventura, ma potevano ottenere migliore equipaggiamento e stato sociale.
La chiusura della GDW fu causata da una serie di problemi finanziari: le cattive vendite della seconda edizione del libro The Desert Shield Fact Book (il primo aveva venduto bene, ma la sua versione aggiornata non ottenne lo stesso successo), le vendite in costante declino di Traveller ed infine il colpo di grazia venne dalla causa intentata dalla TSR. La GDW pubblicò nel 1992 Dangerous Journey un gioco di ruolo scritto da Gary Gygax, l'autore di Dungeons & Dragons, ma la TSR intentò causa alla GDW asserendo che Dangerous Journey fosse una violazione di copyright di Dungeons & Dragons; la causa fu chiusa nel 1994 con un accordo extragiudiziale per cui la GDW cedette i diritti di Dangerous Journey alla TSR. Ormai il danno era fatto, la GDW aveva perso denaro e tempo a difendersi in tribunale e si trovava sempre più indebitata, quindi Frank Chadwick annunciò la chiusura della compagnia.

## Prodotti

### Giochi di ruolo
- En Garde!: duellanti nel XVII secolo.
- 2300 AD: gioco di ruolo di fantascienza hard. Conosciuto anche come Traveller 2300, anche se non ha alcuna relazione con Traveller.
- Traveller: gioco di ruolo di fantascienza di Marc Miller( 1997)
- Twilight 2000: gioco di ruolo militare in un Europa devastata dalla terza guerra mondiale di Franck Chadwik (1984)
- Cadillacs and Dinosaurs: gioco di ruolo tratto dal fumetto Xenozoic Tales, un postnucleare in cui i dinosauri sono ricomparsi sulla Terra. Di Franck Chadwik (1990)
- Dangerous Journey: gioco di ruolo fantasy di Gary Gygax (1992)
- Dark Conspiracy: gioco di ruolo fantascienza-horror ambientato nel futuro prossimo di Lester W. Smith (1991)
- Space: 1889: gioco di ruolo ambientato in un'epoca vittoriana alternativa in cui le potenze coloniali europee si espandono nello spazio

### Wargame di fantascienza
| Gioco                       | Anno               | Autori                                         | Ambientazione | Serie                       | Premi |
| --------------------------- | ------------------ | ---------------------------------------------- | --- | --------------------------- | --- |
| Triplanetary                | 1973 (2ª ed. 1981) | Marc Miller e John Harshman                    | Azioni varie di astronavi da incursioni di pirati a semplice gare nel prossimo futuro. Le astronavi hanno riserve di carburante limitato e devono programmare accuratamente le loro rotte         |                             | |
| Imperium                    | 1977               | Frank Chadwick, John Harshman e Marc Miller    | Guerra interstellare tra la Terra giovane e in fase di espansione contro un vecchio ma potente impero alieno                                                                                      |                             | |
| Illad                       | 1978               | Rik Fontana                                    | |                             | |
| Mayday                      | 1978               | Marc Miller                                    | Combattimento tra astronavi |                             | Vincitore del Charles S. Roberts Award per miglior gioco fantasy/di fantascienza                                                |
| Belter: Mining the Asteroid | 1979               | Frank Chadwick e Marc Miller                   | Da due a quattro giocatori in competizione nella gestione di società minierarie che sfruttano la cintura degli asteroidi                                                                          | 120                         | |
| Bloodtree Rebellion         | 1979               | Lynn Willis                                    | Gioco di guerriglia contro una forza di invasori su un pianeta del futuro |                             | |
| Double Star                 | 1979               | Marc Miller                                    | Scontro le astronavi di due pianeti orbitanti intorno a una stella binaria, colonizzati rispettivamente da coloni di discendenza araba e cinese                                                   |                             | |
| Snapshot                    | 1979               | Marc Miller                                    | Combattimento uomo contro uomo all'interno di un'astronave, una semplificazione di quelle di Traveller                                                                                            |                             | |
| Asteroid                    | 1980               | Frank Chadwick e Marc Miller                   | Un giocatore controlla un gruppo di astronauti che deve distruggere un asteroide in rotta di collisione contro la Terra, mentre l'altro controlla il computer impazzito che controlla l'asteroide |                             | Premio Charles S. Roberts Award 1980 per il migliore gioco da tavolo fantasy o di fantascienza insieme a Azhanti High Lightning |
| Azhanti High Lightning      | 1980               | Frank Chadwick e Marc Miller                   | Combattimento uomo contro uomo a bordo di un'astronave |                             | Premio Charles S. Roberts Award 1980 per il migliore gioco da tavolo fantasy o di fantascienza insieme a Asteroid               |
| Dark Nebula                 | 1980               | Marc Miller                                    | 120 | Combattimento interstellare | |
| Fifth Frontier War          | 1981               | John Astell, Frank Chadwick e Marc Miller      | Guerra interplanetaria ambientata in Traveller |                             | |
| Invasion Earth              | 1981               | Marc Miller                                    | La Terra invasa dagli alieni, wargame di fantascienza di combattimento al suolo |                             | |
| Sky Galleons of Mars        | 1988               | Frank Chadwiki, Marc Miller e Loren K. Wiseman | Battaglie tra le navi volanti nei cieli di marte di Space: 1889 |                             | |
| Cloudship & Gunboat         | 1989               | Frank Chadwick                                 | Azioni di arrembaggio tra le navi volanti di Space: 1889 |                             | |
| Brilliant Lances            | 1993               | David Nilsen e Frank Chadwick                  | Combattimento tra astronavi |                             | |
| Battle Rider                | 1994               | Frank Chadwick                                 | Battaglia tra squadroni di astronavi nell'universo di Traveller |                             | |

### Wargame storici
| Gioco                                              | Anno               | Autori                                                            | Ambientazione | Serie               | Premi |
| -------------------------------------------------- | ------------------ | ----------------------------------------------------------------- | --- | ------------------- | --- |
| Unentshieden                                       | 1973               | Frank Chadwick e Rich Banner                                      | La Campagna di Russia dal giugno 1941 fino alla controffensiva sovietica del marzo 1942 | Europa II           | |
| Drang Nach Osten                                   | 1973               | Frank Chadwick                                                    | La campagna di Russia dal giugno 1941 fino alla controffensiva sovietica del marzo 1942 | Europa I            | |
| Chaco                                              | 1973               | Marc Miller                                                       | La guerra del Chaco (1932-1934) combattuta tra Bolivia e Paraguay |                     | |
| Torgau                                             | 1974               | Frank Chadwick                                                    | La battaglia di Torgau nella guerra dei sette anni |                     | |
| Narvik                                             | 1974 (2ª ed. 1980) | Frank Chadwick                                                    | L'invasione della Norvegia nella seconda guerra mondiale | Europa IV           | |
| Eagles                                             | 1974               | Loren K. Wiseman                                                  | Le guerre romano-germaniche nel 15 d.C. |                     | |
| Manassas                                           | 1975 (2ª ed. 1976) | Tom Eller                                                         | La prima battaglia di Bull Run |                     | Vincitore del Charles S. Awards 1974 per il miglior gioco amatoriale                                     |
| Coral Sea                                          | 1974 (2ª ed. 1976) | Marc Miller                                                       | Scontri navali nel Pacifico del Sud durante la seconda guerra mondiale |                     | |
| Crimea                                             | 1975               | Frank Chadwick                                                    | Simulazione a livello di divisione/brigata della guerra di Crimea |                     | |
| 1815: The Waterloo Campaign                        | 1975 (2ª ed. 1982) | John Astell e Frank Chadwick                                      | Campagna che copre le battaglie di Ligny, Quattre Bras e Waterloo |                     | |
| La Bataille de la Moskowa                          | 1975               | John Harshman                                                     | La battaglia della Moscova |                     | Premio Charles S. Roberts Award 1975 per il miglior gioco amatoriale                                     |
| SSN                                                | 1975               | Stephen Newberg                                                   | Simulazione della guerra sottomarina moderna (anni ottanta) |                     | |
| Their Finest Hour                                  | 1976               | Rich Banner, Frank Chadwick e Marc Miller                         | Il Fronte Occidentale tra l'estate e l'autunno 1940 | Europa V            | |
| Avalanche                                          | 1976               | Frank Chadwick                                                    | Operazione Avalanche, lo Sbarco a Salerno |                     | Premio Charles S. Roberts Award 1976 per la migliore grafica per un gioco                                |
| Burma                                              | 1976               | Frank Chadwick, Bob Fowler e Marc Miller                          | Il teatro di guerra della birmania dall'invasione iniziale fino alla fine della guerra del Pacifico |                     | |
| Battle for Midway                                  | 1976               | Marc Miller                                                       | |                     | |
| Port Arthur                                        | 1976               | Marc Miller                                                       | La campagna terrestre della guerra russo-giapponese (1904-1905) |                     | |
| Tsushima                                           | 1976               | Marc Miller                                                       | Gli scontri navali tra la Russia e il Giappone durante la guerra russo-giapponese (1904-1905) che culminarono nella battaglia di Tsuhima                                                                        |                     | |
| Case White                                         | 1977               | Frank Chadwick                                                    | L'invasione russa e tedesca | Europa VII          | |
| Citadel The Battle of Dien Bien Phu                | 1977               | Frank Chadwick                                                    | La battaglia di Dien Bien Phu |                     | |
| Bar-Lev: The 1973 Arab-Israeli War                 | 1977               | Frank Chadwick                                                    | La guerra del Kippur |                     | |
| Kasserine Pass                                     | 1977               | Frank Chadwick                                                    | Gli attacchi tedeschi contro i convogli alleati in Tunisia nel febbraio 1943 |                     | |
| Pharsalus                                          | 1977               | Loren K. Wiseman                                                  | La battaglia di Farsalo |                     | |
| Pearl Harbor: The War Against Japan 1941-1945      | 1977 (2ª ed. 1979) | John Prados                                                       | Simulazione strategica della guerra del Pacifico dal 1941 al 1945 |                     | |
| The Battle of Raphia 217 BC                        | 1977               | Marc Miller                                                       | La Battaglia di Rafah | 120                 | |
| Verdun                                             | 1978               | Marc Miller                                                       | |                     | |
| Yalu: The Chinese Counteroffensive in Korea        | 1978               | John Hill                                                         | La controffensiva cinese nella guerra di Corea |                     | |
| Operation Crusader                                 | 1978               | Frank Chadwick                                                    | Operazione Crusader, le operazioni nella zona di Tobruck nel periodo maggio-novembre 1941 |                     | |
| Overlord                                           | 1978               | Frank Chadwick                                                    | Operazione Overlord, lo sbarco in Normandia e le operazioni immediatamente successive |                     | |
| The Battle of Lobositz                             | 1978               | Frank Chadwick                                                    | La battaglia di Lobositz | 120                 | |
| Marita-Merkur                                      | 1978               | Rich Banner                                                       | L'Invasione della Jugoslavia e della Grecia nella seconda guerra mondiale | Europa III          | |
| Indian Ocean Adventure                             | 1978               | Marc Miller                                                       | Simulazione del raid giapponese contro le basi britanniche di Ceylon nel 1942 |                     | |
| Battle of Agincourt - 1415 AD                      | 1978               | Marc Miller                                                       | La battaglia di Agincourt | 120                 | |
| 1942                                               | 1978               | Marc Miller                                                       | L'apertura della guerra del Pacifico, l'invasione della Malesia delle Indie orientali olandesi e delle Filippine                                                                                                | 120                 | |
| The Fall of Tobruk                                 | 1978               | Frank Chadwick                                                    | |                     | |
| Battle of Alma                                     | 1978               | Frank Chadwick                                                    | La battaglia dell'Alma | 120                 | |
| Guilford Courthouse                                | 1978               | Greg Novak                                                        | La battaglia di Guildfort Courthouse durante la guerra d'indipendenza americana | 120                 | |
| White Death                                        | 1979               | Frank Chadwick                                                    | La battaglia di Velikie Luki |                     | |
| Beda Fomm                                          | 1979               | Frank Chadwick                                                    | La battaglia di Beda Fomm | 120                 | |
| Road to the Rhine                                  | 1979               | Frank Chadwick                                                    | Simulazione a livello strategico della campagna di Normandia, dallo sbarco fino all'aprile 1945 |                     | |
| Red Star / White Eagle: The Russo-Polish War, 1920 | 1979               | Dave Williams                                                     | La guerra sovietico-polacca |                     | |
| The Battle of Prague                               | 1980               | Frank Chadwick                                                    | La battaglia di Praga durante la guerra dei sette anni | 120                 | |
| 1940                                               | 1980               | Frank Chadwick                                                    | La campagna di Francia | 120                 | |
| Eylau:Napolean's Winter Battle, 1807               | 1980               | Rik Fontana, John Astell e Frank Chadwick                         | La battaglia di Eylau |                     | |
| The Fall of France                                 | 1981               | John Astell                                                       | La guerra lampo tedesca e l'invasione della Francia nel 1940 | Europa VIII         | |
| A House Divided                                    | 1981 (2ª ed. 1989) | Frank Chadwick e Alan Emrich                                      | Un wargame dedicato alla guerra di secessione americana |                     | Vincitore del Charles S. Awards 1981 per il miglior gioco prevententesimo secolo                         |
| 1941                                               | 1981               | John Astell                                                       | L'operazione Barbarossa | 120                 | |
| Trenchfoot                                         | 1981               | Frank Chadwick                                                    | Combattimenti di trincea nella prima guerra mondiale a livello di singolo uomo |                     | |
| Suez '73                                           | 1981               | Frank Chadwick                                                    | La battaglia della fattoria cinese durante la guerra arabo-israeliana del 1973 |                     | |
| Soldier King                                       | 1982               | Frank Chadwick                                                    | |                     | |
| Attack in the Ardennes                             | 1982               | John Astell, Frank Chadwick e John Harshman                       | La battaglia delle Ardenne |                     | |
| Red Army                                           | 1982               | John Astell e Frank Chadwick                                      | La distruzione del Gruppo di armate Centro |                     | |
| Assault                                            | 1983               | Frank Chadwick                                                    | Ipotetico conflitto convenzionale fra Stati Uniti e Unione Sovietica nello scenario europeo | Assault             | |
| Blue Max                                           | 1983               | Phil Hall                                                         | Scontri tra gli aerei della prima guerra mondiale |                     | |
| The Near East                                      | 1983               | John Astell                                                       | Il teatro mediorientale nella seconda guerra mondiale | Europa IX           | |
| The Normandy Campaign                              | 1983               | Ben Knight, B. Dennis Sustarr                                     | La campagna di Normandia dopo lo sbarco alleato | Double Blind        | |
| Western Desert                                     | 1983               | John Astell e Frank Chadwick                                      | La campagna del Nordafrica | Europa VI           | |
| The Third World War: Battle for Germany            | 1984               | Frank Chadwick                                                    | Combattimenti nell'Europa centrale tra Nato e Patto di Varsavia in un'ipotetica terza guerra mondiale | The Third World War | |
| 8th Army: Operation Crusader                       | 1984               | Frank Chadwick                                                    | Operazione Crusader, il tentativo britannico di liberare Tobruk dall'assedio delle forze dell'Asse | Double Blind        | |
| Boots & Saddles                                    | 1984               | Frank Chadwick                                                    | Scontri tattici tra eserciti moderni degli anni ottanta | Assault             | |
| Fire in the East                                   | 1984               | John Astell                                                       | | Europa I            | |
| Southern Front                                     | 1984               | Frank Chadwick                                                    | | The Third World War | |
| Spain & Portugal                                   | 1984               | Frank Chadwick                                                    | | Europa X            | |
| Torch                                              | 1985               | John Astell                                                       | La Campagna del Nordafrica dal novembre 1942 al maggio 1943 | Europa XI           | |
| Operation Market Garden                            | 1985               | Frank Chadwick                                                    | Operazione Market Garden, il tentativo di oltrepassare di sorpresa il Reno da parte delle forze alleate | Double Blind        | |
| Reinforcements                                     | 1985               | Frank Chadwick                                                    | Ulteriori unità sovietiche e statunitensi per Assault | Assault             | |
| Arctic Front                                       | 1985               | Frank Chadwick                                                    | Scenario ipotetico della terza guerra mondiale, le forze del Patto di Varsavia invadono la Norvegia | The Third World War | |
| Bundeswehr                                         | 1986               | Frank Chadwick                                                    | Espansione per Boot & Saddles | Assault             | |
| Battle for Moscow                                  | 1986               | Frank Chadwick                                                    | |                     | |
| Persian Gulf: Battle for the Middle East           | 1986               | Frank Chadwick                                                    | Ipotetico scenario di terza guerra mondiale nel medio oriente | The Third World War | |
| Air Superiority                                    | 1987               | J.D. Webster                                                      | Combattimento tra aerei jet moderni | Air Superiority     | |
| Air Strike                                         | 1987               | J.D. Webster                                                      | Espansione per Air Superiority che aggiunge il supporto aria-terra | Air Superiority     | |
| Star Cruise                                        | 1987               | Frank Chadwick                                                    | Combattimento tra astronavi nel XXIV secolo di Traveller: 2300 usabile per il gioco di ruolo o come gioco a sé stante                                                                                           |                     | |
| Ships of the French Arm                            | 1987               | Tymothy B. Brown, Frank Chadwick, Lester Smith e Loren K. Wiseman | Supplemento per Star Cruiser |                     | |
| Scorched Earth                                     | 1987               | John Astell                                                       | Il Fronte orientale della seconda guerra mondiale dall'aprile 1942 al dicembre 1944 | Europa II           | Vincitore dell'Origins Award 1987 per il miglior gioco da tavolo dedicato al periodo 1900-1946           |
| Team Yankee                                        | 1987               | Frank Chadwick e Marc Miller                                      | Combattimenti moderni tra carri armati basati sul libro Team Yankee di Harold Coyle | First Battle        | Vincitore dell'Origins Award 1987 per il miglior gioco da tavolo dedicato al periodo 1947-giorni moderni |
| Test of Arms                                       | 1988               | Frank Chadwikci, Marc Miller e Lester Smith                       | Guerre convenzionali post seconda guerra mondiale, come la guerra civile in Angola o la guerra del Libano | First Battle        | |
| Great Patriotic War                                | 1988               | Frank Chadwick                                                    | Il fronte orientale della seconda guerra mondiale giocato a livello di divisione |                     | |
| Chieftain                                          | 1988               | Frank Chadwick                                                    | Espansione per Assault dedicata all'esercito britannico | Assault             | |
| Desert Falcons                                     | 1989               | J.D. Webster                                                      | Espansione per Air Superiority, nuovi aerei e scenari | Air Superiority     | |
| The Urals                                          | 1989               | John Astell, Dennis J. Dubberley e Shelby Stanton                 | Modulo di espansione per Fire in the East e Scorched Earth | Europa              | |
| Last Battle                                        | 1989               | Tim Ryan                                                          | Gruppi isolati di soldati combattono in un'Europa devastata dalla terza guerra mondiale |                     | |
| Battlefield Europe                                 | 1990               | Frank Chadwick                                                    | Serie di ipotetici scenari di guerra in Europa, post seconda guerra mondiale (per esempio attacco sovietico alla Turchia o Romania contro Ungheria)                                                             | First Battle series | |
| Red Empire                                         | 1990               | Frank Chadwick                                                    | I giocatori sono in competizione tra loro per la carica di presidente dell'Unione Sovietica, ma al tempo stesso devono collaborare per affrontare le situazioni di crisi che si presentano                      |                     | |
| Data Annex                                         | 1990               | Larry Bond                                                        | Aggiornamento dei dati dei mezzi navali per Harpoon |                     | |
| Tet Offensive: 1968                                | 1991               | Frank Chadwick                                                    | Offensiva del Têt |                     | |
| Battle for Basra                                   | 1991               | Frank Chadwick                                                    | Ipotetico conflitto tra l'esercito degli Stati Uniti e la Guardia repubblicana irachena per il controllo di Basra durante la prima guerra del golfo                                                             | First Battle series | |
| The Sands of War                                   | 1991               | Frank Chadwick                                                    | | First Battle        | |
| Stand & Die                                        | 1991               | Frank Chadwick                                                    | | First Battle        | |
| The Sands of War Expansion Kit                     | 1992               | Frank Chadwick                                                    | Espansione per The Sand of War | First Battle        | |
| Blood & Thunder                                    | 1992               | Frank Chadwick                                                    | Scontri tattici sul fronte orientale della seconda guerra mondiale | First Battle        | |
| Bloody Kasserine                                   | 1992               | Frank Chadwick                                                    | La battaglia del passo di Kasserine, combinabile con Race to Tunisi |                     | |
| Phase Line Smash                                   | 1992               | Frank Chadwick                                                    | Gioco in solitario sulla Guerra del Golfo | solitaire game      | |
| The Race for Tunis                                 | 1992               | Frank Chadwick                                                    | La corsa disperata dell'Afrika Corps per arrivare al porto di Tunisi prima dell'Ottava Armata britannica per non farsi intrappolare in Nord Africa dopo lo sbarco delle forze statunitensi nell'Africa francese |                     | |

### Wargame tridimensionali
| Gioco                                     | Anno                | Autori                        | Ambientazione                                                                                  | Sistema                       | Premi |
| ----------------------------------------- | ------------------- | ----------------------------- | ---------------------------------------------------------------------------------------------- | ----------------------------- | --- |
| Fire & Steel                              | 1978                | Greg Novak                    | Napoleonico in scala 15mm                                                                      |                               | |
| System 7 Napoleonics                      | 1978                | Rich Banner                   | Basato sulle regole di Fire and Steel ma usa pedine in cartoncino al posto delle miniature     |                               | Vincitore dell'H.G. Wells Award 1978 per il miglior wargame tridimensionale |
| Tacforce                                  | 1980                | Frank Chadwick e John Harhman | Wargame tridimensionale di ambientazione moderna (circa 1980)                                  |                               | Vincitore dell'H.G. Wells Award 1980 per il miglior wargame tridimensionale e dell'H.G. Wells Haward 1981 per il miglior regolamento di miniature di tutti i tempi per battaglie terrestri del XX secolo |
| Harpoon                                   | 1981, (2ª ed. 1987) | Larry Bond                    | Guerra navale moderna                                                                          | Harpoon                       | La seconda edizione vinse l'H.G.Wells Award 1987 come miglior regolamento di miniature |
| Combat decision                           | 1986                | Frank Chadwick                | Wargame tridimensionale di combattimento durante la seconda guerra mondiale                    |                               | Vincitore dell'H.G. Wells Award 1986 per le migliori regole per miniature |
| Command Decision                          | 1986                | Frank Chadwick                | Scontri nel XX secolo a livello di battaglione                                                 | Command Decision              | |
| Bastogne                                  | 1987                | Frank Chadwick                |                                                                                                |                               | |
| Battles of the Third World War            | 1987                | Larry Bond                    | Scenari di guerra marina in un'ipotetica terza guerra mondiale                                 | Harpoon                       | |
| Combined Arms, modern miniature wargaming | 1988                | Frank Chadwick                | Combattimento moderno, Nato contro Patto di Varsavia                                           |                               | |
| Barbarossa 25                             | 1988                | Frank Chadwick                | Operazione Barbarossa, la fase iniziale dell'invasione tedesca della Russia                    | Command Decision series rules | |
| Ship Forms                                | 1988                | Marc Miller                   | Schede di navi militari statunitensi e sovietiche per Harpoon                                  | Harpoon                       | |
| Subforms                                  | 1989                | Marc Miller                   | Espansione per Harpoon, oltre 35 sottomarini di sette nazioni                                  | Harpoon                       | |
| Ironclads and Ether Flyiers               | 1990                | Frank Chadwick                | Scontri tra navi convenzionali e volanti nell'ambientazione di Space: 1889                     |                               | |
| Over the Top                              | 1990                | Greg Novak                    | Prima guerra mondiale                                                                          | Command Decision series rules | |
| Harpoon: Captain's Edition                | 1990                | Larry Bond                    | Versione semplificata di Harpoon                                                               | Harpoon                       | |
| ASW Forms                                 | 1990                | Marc Miller                   | Espansione per la terza edizione di Harpoon dati di aerei, navi e sottomarini di dieci nazioni | Harpoon                       | |
| Harpoon: South Atlantic War               | 1991                | Ed Kettler                    | La guerra delle Falkland                                                                       | Harpoon                       | |
| Troubled Waters                           | 1992                | Cris Carlson                  | Guerra navale in medio oriente a partire dal 1973                                              | Harpoon                       | |
| Troubled Waters                           | 1992                | Chris Carlson                 | Guerra navale nel Medio Oriente a partire dal 1973                                             |                               | Harpoon |
| Command Decision II                       | 1992                | Frank Chadwick                |                                                                                                | Command Decision series rules | |
| Volley & Bayonette                        | 1994                | Frank Chadwick e Greg Novak   | Wargame tridimensionale sugli scontri del XVII e XIX secolo                                    |                               | |
| Striker II                                | 1994                | Frank Chadwick e David Nilsen | Combattimento a terra nel futuro del 58º secolo, da usare con Traveller: the New Era           |                               | |
| Harpoon Naval Review 1994                 | 1994                | Dave Schueler                 | Aggiornamento dei dati di Harpoon                                                              | Harpoon                       | |

### Giochi da tavolo
| Gioco                    | Anno | Autori                                   | Ambientazione | Sistema |
| ------------------------ | ---- | ---------------------------------------- | --- | ------- |
| Temple of Beastman       | 1989 | Frank Chadwick e Lester Smith            | Ogni giocatore controlla un avventuriero che esplora un misterioso tempio marziano nell'ambientazione di Space: 1889                                         |         |
| The Brotherhood          | 1983 | Frank Chadwick John Harshman e John Hill | Ogni giocatore controlla una famiglia mafiosa in competizione per il controllo dei racket cittadini. Ristampa di un gioco pubblicato dalla Conflict nel 1972 |         |
| Campaign Trail           | 1983 | Peter Andersen e William Snavely         | Un gioco sulle elezioni presidenziali negli Stati Uniti |         |
| Iliad: The Siege of Troy | 1978 | Rik Fontata e Tim Orisek                 | Combattimento uno contro uno tra le divinità greche e quelle di Troia                                                                                        |         |
| Minion Hunter            | 1992 | Lester Smith                             | Gioco da tavolo basato sull'ambientazione di Dark Conspiracy                                                                                                 |         |
| Minion Nation            | 1992 | Lester Smith                             | Espansione per Minion Hunter |         |

### Riviste
Dal 1978 fino al 2000 pubblicò la rivista The Grenadier, inizialmente trimestralmente, ma verso la fine la periodicità divenne saltuaria. Complessivamente furono pubblicati 35 numeri. Gli articoli erano per la maggior parte dedicati ai giochi prodotti dalla GDW.
Dal 1979 fino al 1985 pubblicò 25 numeri della rivista Journal of the Travellers Aid Society (JTAS) dedicata ai giocatori di Traveller. Nel 1985 fu sostituita da Challenge, che ne continuò la numerazione ma si interessava sui giochi di ruolo in generale.